# Lexobiusok
Lexobiusok, ókori nép, Gallia Lugdunensisben, a Sequana torkolatától nyugatra éltek, fővárosuk Noviomagus (ma Lisieux) volt Normandiában. Julius Caesar a „De bello gallico” című munkájában tesz említést róluk.